# Грицай Олександр Андрійович
Олександр Андрійович Грицай (нар. 5 квітня 1928, тепер Черкаська область — ?) — український радянський і компартійний діяч, голова виконавчого комітету Черкаської обласної ради народних депутатів. Член Ревізійної Комісії КПУ в 1971—1976 роках. Кандидат у члени ЦК КПУ в 1976—1981 роках.

## Біографія
Народився в селянській родині. У 1948 році закінчив Черкаський технікум механізації сільського господарства.
У 1948—1956 роках — технік-механік машинно-тракторних станцій (МТС) Київської області; бригадир виробничої дільниці лісозахисної станції; інженер та завідувач планово-економічного відділу Черкаського обласного управління сільського господарства; служив у лавах Радянської армії.
Член КПРС з 1955 року.
У 1956 — грудні 1964 року — на партійній роботі: інструктор, заступник завідувача та в.о. завідувача сільськогосподарського відділу Черкаського обласного комітету КПУ; секретар парткому Христинівського виробничого колгоспно-радгоспного управління Черкаської області.
З січня 1965 до 1976 року — 1-й секретар Христинівського районного комітету КПУ Черкаської області.
У 1975 році заочно закінчив Уманський сільськогосподарський інститут, агроном.
У 1976 — 20 грудня 1979 року — голова виконавчого комітету Черкаської обласної ради народних депутатів.
З грудня 1979 до 1980 року — 1-й секретар Драбівського районного комітету КПУ Черкаської області.
Потім — на пенсії в місті Черкасах.

## Нагороди
- орден «Знак Пошани» (1978)
- Почесна грамота Президії Верховної Ради Української РСР (4.04.1978)